# La Atlántida (película de 1932)
L'Atlantide es una película de aventuras y fantasía germano-francesa de 1932 dirigida por G. W. Pabst y protagonizada por Brigitte Helm. Está basada en la novela L'Atlantide de Pierre Benoît.

## Producción
La película es una nueva versión de la película muda de 1921 del mismo nombre dirigida por Jacques Feyder. Después de que Feyder se negara a crear una nueva versión sonora de L'Atlantide, Pabst se dedicó a dirigir la película. Las adaptaciones cinematográficas de Pabst y Feyder se rodaron en el desierto del Sahara. Para competir con las películas estadounidenses, la película se rodó simultáneamente en tres versiones (cosa que se hizo en varias producciones importantes en esa época), con idiomas y algunos intérpretes diferentes: inglés, francés y alemán.

## Elenco

#### Para la versión en alemán
- Brigitte Helm como Antinéa
- Heinz Klingenberg como Lt. Saint-Avit
- Tela Tchaï como Tanit Zerga
- Gustav Diessl como Morhange
- Wladimir Sokoloff como L'hetman de Jitomir
- Georges Tourreil como Lieutenant Ferrières
- Mathias Wieman como Torstenson
- Florelle como Clementine
- Gertrude Pabst como periodista
- Rositta Severus-Liedernit	como ella misma

#### Para la versión en francés[1]
- Brigitte Helm como Antinéa
- Pierre Blanchar como Capitaine Saint-Avit
- Tela Tchaï como Tanit Zerga
- Jean Angelo como Capitaine Morhange
- Vladimir Sokoloff como L'hetman de Jitomir
- fr como Lieutenant Ferrières
- Mathias Wieman como Torstenson
- Florelle Clémentine
- Gertrude Pabst como periodista
- Rositta Severus-Liedernit como ella misma

#### Para la versión en Inglés[4]
- Brigitte Helm como Antinea
- John Stuart como Lt. Saint-Avit
- Tela Tchaï como Tanit Zerga
- Gustav Diessl como Morhange
- Gibb McLaughlin como Count Bielowsky
- Mathias Wieman como Torstensen
- Florelle como Clementine
- Gertrude Pabst como periodista
- Rositta Severus-Liedernit	como ella misma